# 1ª Divisão 1991-1992 (hockey su pista)
La 1ª Divisão 1991-1992 è stata la 52ª edizione del torneo di primo livello del campionato portoghese di hockey su pista. La competizione è iniziata il 19 ottobre 1991 e si è conclusa il 6 giugno 1992. Il torneo è stato vinto dal Benfica per la sedicesima volta nella sua storia.

## Stagione

### Formula
La 1ª Divisão 1991-1992 vide ai nastri di partenza quattordici club; la manifestazione fu organizzata con un girone all'italiana, con gare di andata e ritorno per un totale di 30 giornate: erano assegnati tre punti per l'incontro vinto e due punti a testa per l'incontro pareggiato, mentre ne era attribuito uno solo per la sconfitta. Al termine del campionato la squadra prima classificata venne proclamata campione del Portogallo. Le squadre classificate dal dodicesimo al quattordicesimo posto retrocedettero direttamente in 2ª Divisão, il secondo livello del campionato.

## Classifica finale
|  | Pos. | Squadra         | Pt | G  | V  | N | P  | GF  | GS  | DR   |
|  | ---- | --------------- | -- | -- | -- | - | -- | --- | --- | ---- |
|  | 1.   | Benfica         | 74 | 26 | 23 | 2 | 1  | 227 | 70  | +157 |
|  | 2.   | Porto           | 69 | 26 | 19 | 5 | 2  | 179 | 94  | +85  |
|  | 3.   | Barcelos        | 69 | 26 | 21 | 1 | 4  | 170 | 98  | +72  |
|  | 4.   | Valongo         | 61 | 26 | 13 | 9 | 4  | 114 | 101 | +13  |
|  | 5.   | Turquel         | 55 | 26 | 13 | 3 | 10 | 99  | 96  | +3   |
|  | 6.   | Oliveirense     | 53 | 26 | 9  | 9 | 8  | 109 | 110 | -1   |
|  | 7.   | Académica       | 49 | 26 | 10 | 3 | 13 | 112 | 129 | 17   |
|  | 8.   | Grundig         | 49 | 26 | 11 | 1 | 14 | 94  | 118 | -24  |
|  | 9.   | Parede          | 48 | 26 | 9  | 4 | 13 | 131 | 164 | -33  |
|  | 10.  | Paço de Arcos   | 48 | 26 | 10 | 2 | 14 | 107 | 126 | -19  |
|  | 11.  | Sporting CP     | 46 | 26 | 8  | 4 | 14 | 102 | 127 | -25  |
|  | 12.  | Sanjoanense     | 41 | 26 | 6  | 3 | 17 | 127 | 179 | -52  |
|  | 13.  | Juventude Viana | 35 | 26 | 3  | 3 | 20 | 90  | 171 | -81  |
|  | 14.  | Santa Cita      | 31 | 26 | 2  | 1 | 23 | 81  | 218 | -137 |

Legenda:
  Vincitore della Coppa del Portogallo 1991-1992.
      Campione del Portogallo e qualificato alla Coppa dei Campioni 1992-1993.
      Eventuali altre squadre qualificate alla Coppa dei Campioni 1992-1993.
      Qualificato in Coppa delle Coppe 1992-1993.
      Qualificato in Coppa CERS 1992-1993.
      Retrocesse in 2ª Divisão 1992-1993.
Note:
Tre punti a vittoria, due a pareggio, uno a sconfitta.